# Williamson Provincial Park
Williamson Provincial Park är en park i Kanada.   Den ligger i provinsen Alberta, i den centrala delen av landet, 3 100 km väster om huvudstaden Ottawa. Williamson Provincial Park ligger 673 meter över havet. Arean är 0,20 kvadratkilometer.
Terrängen runt Williamson Provincial Park är huvudsakligen platt. Williamson Provincial Park ligger nere i en dal. Runt Williamson Provincial Park är det glesbefolkat, med 9 invånare per kvadratkilometer.. Närmaste större samhälle är Valleyview, 17,0 km öster om Williamson Provincial Park. 
I omgivningarna runt Williamson Provincial Park växer i huvudsak blandskog.